# Cooperativa da Construção Civil
Cooperativa da Construção Civil, ou Coopercon, são cooperativas de empresas ligadas à construção civil que ajudam na compra conjunta de produtos e serviços buscando economia de escala das suas empresas cooperadas.
A primeira cooperativa foi criada no Ceará em 1997, por um grupo de empresários ligados a associação das Empresas de Construção (Assecon).
Em 19 de agosto de 2010, foi criada a Cooperativa Central da Construção Civil do Brasil (Coopercon Brasil) congregando as coopertavidas de diversos estados do Brasil.
Atualmente existem 12 cooperativas:
1. COOPERCON-BA
2. COOPERCON-CE
3. COOPERCON-MA
4. COOPERCON-PI
5. COOPERCON-RN
6. COOPERCON-DF
7. COOPERCON-SE
8. COOPERCON-AL
9. COOPERCON-GO
10. COOPERCON-PB
11. COOPERCON-PE
12. COOPERCON-RS